# Academia de titanes
Academia de titanes (Class of the titans en la versión original) es una serie animada canadiense producida por Nelvana Limited y Studio B Productions. En Latinoamérica fue emitida por el canal de Jetix
La serie cuenta con dos temporadas de 26 episodios cada una.
Los hechos están ubicados en la actualidad al mismo tiempo que hacen referencia a la mitología griega. Siete jóvenes, descendientes de los más grandes héroes de la Antigua Grecia, serán los encargados de luchar contra el malvado Cronos y su legión de monstruos mitológicos que tienen por objetivo dominar el mundo. Apresado hace mil años, Cronos encontró la manera de escapar del tártaro donde estaba atrapado; y los únicos que podrán frenar sus planes son estos chicos que mientras tanto seguirán yendo a la universidad y saliendo juntos. Ellos son: Jay el líder, Odie el inteligente, Herry el fuerte, Atlanta la cazadora, Archie el guerrero, Theresa la luchadora y Neil el guapo.

## Personajes
- Jay (descendiente de Jasón) el líder del grupo, y en sus manos está el destino de sus amigos y del mundo. Al principio Jay se muestra algo dudoso sobre su papel, puesto que él es un chico cualquiera, y no muestra poderes especiales como sus otros compañeros de equipo. Pero más tarde cambia de parecer y se une a sus compañeros retomando su papel de líder, que es su cualidad innata (como vemos en el primer capítulo es algo así como un instructor de navegación, y al parecer es otra habilidad que posee). Es importante mencionar que en el primer capítulo solo aparecen 3 de los 7 integrantes (Jay, Herry y Atlanta). Jay es conocedor de los mitos griegos porque como el mismo lo menciona su madre es griega. También el utiliza como arma una espada cuya lámina se retracta.

Nuestro estresado héroe, ocupa la mayor parte de su tiempo en idear planes para capturar al malvado y loco titán Kronos, pocas son las veces en las que se le ha visto relajarse de verdad. 
Jay está enamorado de Theresa, y en el último episodio de la segunda temporada se besan.
- Atlanta: Atlanta la cazadora, es descendiente de la ágil Atalanta, aunque en la introducción de la fábula se muestra como su ancestro a la diosa Artemisa, pero se observa que esta diosa es una virgen y además Atlanta y Atalanta comparten las mismas cualidades.

Atlanta es una diestra cazadora y posee una supervelocidad convirtiéndola en la más rápida del grupo, esta chica es muy competitiva, independiente, divertida, un tanto impulsiva y siempre se queda con las chicas, aun así Archie se ha convertido en su mejor amigo. Los dos son muy competitivos y a veces sus temperamentos los llevan a formar pequeñas riñas. 
Atlanta nunca había estado interesada en el romance hasta que se enamoró de "DJ Pánico" o Phil, luego se dio cuenta de que realmente era el semidiós de los Bosques Pan que manipulado por Cronos hipnotizo a todo el mundo incluyendo la a ella, pero más tarde fue rescatada y todo volvió a la normalidad. 
Su mentora es la diosa Artemisa y utiliza como armas unas boleadoras y una ballesta.
- Herry: Herry el fuerte, desciende de Hércules y a la vez este es su mentor, y no es difícil adivinar cual su habilidad: posee una fuerza sobrehumana. Herry a pesar de forma física y distante a ser un chico malo destructor (a excepción de cuando se enoja o no controla su fuerza), es muy gentil, amable y pasivo. El vehículo que le dio su querida "abuelita", fue mejorado por Hefesto, el dios de la metalurgia, es el vehículo oficial del grupo. Herry tiene un perrito llamado pepe y hace su primera aparición en el capítulo 4 "El peor enemigo del hombre". A Herry pocas veces se le ha visto usar un arma (le basta con su fuerza), cuando lo hace suela utilizar una cuerda olímpica, que le dio Ares.

- Odie: Odie es el descendiente de Odiseo, y heredó su astucia e inteligencia. Odie es diferente al resto del grupo, pero es un buen chico, al que a veces subestiman puesto que no posee ninguna fuerza extraordinaria y no es atlético, pero como se demostró en un capítulo a veces no hay que ser fuerte físicamente para vencer al oponente, sino también buscar otras soluciones contando con la astucia y la inteligencia. Odie usa unos lentes verdes y como otro dato él es claustrofóbico.

Su mentor es Hermes el dios de las comunicaciones, no utiliza armas y tiene una computadora con alta tecnología.
- Theresa: Theresa la luchadora, es descendiente de Teseo quien derrotó al minotauro. Theresa es la otra chica que conforma el grupo, como ella lo menciona fue cinta negra en karate a los 12 años, por lo que la hace muy buena combatiente, pero una de las habilidades que más la caracteriza es la de la clarividencia y su conexión con la magia y elementos que tienen que ver con el control de la mente.

La vida de Theresa comprende el hecho de ser una hija única que es lo que se ha visto, que permanece con su padre y este posee una lujosa mansión y mucho trabajo para el disgusto de ella. Aunque Jay es el líder, a Theresa también se le ha visto liderar el grupo, cuando él se ausenta de su papel. A Thresa también le gusta Jay, en uno de los capítulos, que trataba de San Valentín, Theresa le regaló 5 globos mensajes y le dio un beso en la mejilla. 
Su mentora es Perséfone, esposa del dios Hades, y por lo tanto reina del inframundo.
- Archie: Archie el guerrero, es descendiente de uno de los héroes más conocidos, el gran Aquiles. Como su ancestro, Archie tiene un talón débil y usa un apoyo de oro en su pierna derecha y tiene un extraño e irracional temor al agua (relacionado con como Aquiles obtuvo su talón débil). Se ganó un azote de Hefesto en su primera prueba; es una especie de cuerda metálica con un gancho al final que corta muchas cosas.

Archie es un excelente guerrero como Aquiles, a veces es temeroso, vanidoso, algo obstinado y al principio desconfiado, eso sí es muy sarcástico. Pero más allá de eso Archie se preocupa por sus amigos, y más si se trata de Atlanta, Archie siempre la salva y la cuida cuando ella está en peligro porque está enamorado de ella, pero no quiere decírselo porque tiene miedo de pierder su amistad y sea rechazado. En uno de los capítulos él se pone celoso, cuando Atlanta se enamora de Phil, cuando se da cuenta de que él no es quien dice ser, Archie salva a Atlanta de ese problema. En otro episodio, cuando ella fue infectada por una criatura, él se aflige y cree que todo es su culpa, luego, mientras está inconsciente, le da un beso en la mejilla y es como se da cuenta de que él es inmune y el único que puede derrotarlo y en otro de los capítulos Atlanta es hipnotizada y tratando de despertarla de ese trance casi le confiesa que la ama, pero siempre logra su objetivo. 
El mentor de Archie es otro presumido orgulloso, Ares el dios de la Guerra.
- Neil: Si el guapo rubio de ojos azules que se preocupa por sí mismo no podría ser otro si no Neil, y cual otro puede ser el ancestro de este sino Narciso.

Neil es un atractivo modelo publicitario cuya constante preocupación por sí mismo para nada son características de un héroe, pero es su extremada suerte su principal cualidad y lo que complementa al equipo. Neil es muy hilarante y le agrega un toque cómico al grupo, constantemente se admira en su espejo el cual tiene una foto de él. Si cuando combate parece un gran luchador no hay que engañarse, es pura suerte el hecho de que esquive esos golpes y ataques. A lo largo de la serie Neil quiere probar que el si sirve y que es un héroe de verdad, Se ha visto también, que con cada capítulo se preocupa también por sus compañeros. 
Su mentora no es otra si no Afrodita, la diosa del amor y la belleza, su constante preocupación por su imagen la hacen la mentora perfecta para Neil.
- Cronos: Este personaje combina al líder de los Titanes y el Dios del tiempo. Cronos ha estado prisionero desde la titanomaquia en el Tártaro por su hijo Zeus, con la alineación de los planetas en el año nuevo el logró escapar para vengarse de los olímpicos para lograr conquistar el mundo. Tras haber acumulado tanto rencor no tiene demasiado trabajo para persuadir a sus aliados para que destruyan a los héroes.

Personajes secundarios
- Afrodita. Mentora de Neil y diosa del amor y la belleza.. Ella es una mujer mayor que ama a la gente de buen aspecto, sobre todo a sí misma. Ella y sus acompañantes debían llevar a Neil a la Alta Escuela de Olimpia, sin embargo, Afrodita no se molestó, ya que tenía cosas mejores que hacer, lo que conduce a los héroes a ir a buscar a Neil por sí mismos. Parece que se pasa la mayor parte de su tiempo o bien haciéndose ver aún más bella o admirándose en el espejo. Jay y Archie parecieron hipnotizados ante su atractivo y tuvieron que ser sacados de la habitación por unas chicas muy molestas. Naturalmente, su belleza y la obsesión con ella la convierten en la ideal para ser mentora de Neil.

- Ares. Mentor de Archie y Dios de la Guerra. Proporciona a los chicos una amplia gama de diferentes armas y la ingeniosa ayuda de entrenar de manera adecuada las formas de luchar. Si bien Ares favorece la mano armada y el combate cuerpo a cuerpo, también entiende el arte de la guerra y reconoce la importancia de la táctica y estrategia, así como de la suerte en la batalla. Tiende a estar de mal humor y muy arrogante, siendo representado como un hombre calvo y bigotudo con armadura. Al igual que su estudiante, Archie, Ares es un guerrero con una inclinación para no ser fácil de tratar.

- Artemisa. Mentora de Atlanta y diosa de la caza y de la Luna. Ella parece tener un ligero acento de Nueva York y tiene un ligero parecido a Atlanta. No es de extrañar si tenemos en cuenta que las dos son familia y grandes cazadores y expertas en tiro con arco. Ella es una mujer decidida y directa que parece tener la paciencia limitada y goza de la competencia.

- Atenea. Jefa de la residencia y Diosa de la Guerra y la Sabiduría. Sorprendentemente, ella es una buena cocinera, que Herry aprecia y una tejedora experto, nada sorprendente dado que ella es también la diosa de las artes domésticas. También es representado como algo masculina, sino femenino en la apariencia y con unos deportivos muy cortos, tiene el cabello de color púrpura muy oscuro. Su arma favorita es una makhaira, que también no le importa usar para cortar un montón de pan para sus niños.

- Quirón. Maestro de todos los animales y es un centauro. Sirve como una enciclopedia "humana" del grupo, proporcionando información y detalles de la mitología griega y conocimientos relacionados. Curiosamente en la mitología era el que dirigía una escuela de héroes, como Jasón, Aquiles, Teseo y Hércules. También se ocupa de los héroes cuando alguno de ellos está herido en la batalla.

- Abuela. La abuela de Herry. Una anciana que es muy amiga de su nieto y de su perro de compañía, Pepe. Ella parece ser muy débil al principio, pero mucho más tarde muestra mucha fuerza y energía para una mujer de su edad. Cronos la toma como rehén como cebo para Herry, y también le revela que su nieto es un héroe. No parece nerviosa por el hecho de Herry y rápidamente para hacer más tareas para ella.

- Hefesto.Hace los vehículos del grupo y es el dios del fuego, herrería y artesanía. Su taller está lleno de diversos dispositivos mecánicos y explosivos para el uso de los héroes. También es cojo, con su pierna derecha, siendo algo más corta que la izquierda, aunque lleva botas especiales que resuelven el problema. Siempre discute con Odie y Hermes acerca de las diferencias entre magia y tecnología.

- Hera. Mentora de Jay y reina de los dioses. Ella es una mujer mayor de la realeza y de edad avanzada con una presencia imponente, y actúa como directora del Alto Olimpo. Todos los otros dioses (y la Facultad de Olympus High School) responder a ella. El animal que se asocia con ella es el pavo real, que se ve a veces. Cronos es su padre, por lo que Poseidón, Hades, y su marido, Zeus, también son sus hermanos. Al igual que su estudiante, Jay, es una líder natural y era la diosa patrona que defendía su antecesor, Jason. Al igual que con Jason, Hera parece tener un papel activo en la asistencia a Jay en su papel de líder. Ella puede tomar la forma de un fénix en llamas. En sus días más jóvenes tenía pelo castaño.

- Hércules. Mentor de Herry, y Dios de poder, la fuerza y de los atletas. Por esta época tiene la apariencia de un hombre gordo y calvo con un corazón tatuado en su bíceps. Sin embargo, las apariencias pueden ser engañosas, ya que Hércules conserva toda la fuerza de sus días de gloria. Él tiene un gran parecido a su descendiente moderno, y se describe como el "tatatatatata, uh, tatarabuelo de Herry", aunque afirma que él piensa en Herry como en un hijo. Parece bastante tonto, pero él sabe del valor de usar el cerebro, así como la fuerza. Él ama los donnuts, habla como un tipo duro y lleva calcetines, una faja a rayas azules (que es similar a la ropa interior), y una camisa de músculo que muestra su vello grueso. Originalmente fue un héroe mortal antes de que su padre, Zeus, le hizo un dios tras su muerte. No es sorprendente que sea el mentor de Herry, no sólo porque comparten la misma fuerza increíble, sino también porque es un descendiente directo del propio Hércules.

- Hermes. El mentor de Odie y mensajero de los dioses. También el dios de las fronteras, los inventos, el comercio, los pesos y medidas, y los viajeros, aunque la mayoría de la gente no tiende a pensar en él como eso(a su enfado). Hermes también se confirmó, más tarde, como no-oficial rey de los ladrones. Él fue el que fue enviado a recuperar los primeros seis estudiantes, y también tuvo que tejer una historia elaborada para explicar a los padres de Jay su ausencia. Hermes es el encargado de las redes de monitoreo mundial de los dioses y los sistemas de comunicación, que desde entonces han sido mejoradas por la instalación de Odie de teléfonos de alta velocidad. Él siempre aparece cuando Hera dice su nombre. Él tiene un portal secreto en su habitación adornada con el caduceo que puede transportar a cualquier persona en cualquier lugar que deseen. Su caduceo es el símbolo de los heraldos, y se puede utilizar para controlar animales. Se le representa como un hombre joven un tanto hiperactivo y delgado con una gorra de piloto con alas, gafas y botas con alas. Él es un inventor inteligente y talentoso, algo que comparte con su estudiante, Odie. Hermes, además de Atenea, fue también uno de los mecenas divino de Odiseo. Hermes es más relajado y menos exigente que los otros dioses y, además, está más familiarizado con el mundo humano y la forma en que funciona.

- El Oráculo. Es un viejo calvo con extraños ojos brillantes, que normalmente oculta con gafas de sol, quien puede prever el futuro y ha estado vivo por cerca de cuatro mil años, durante los cuales nunca ha cometido un error. Él está obligado a dar esa información a quienes lo soliciten. Cronos le consulta para averiguar quién o qué se interpone en su camino para dominar el mundo, y los héroes hablan con él para descubrir la ubicación de Neil antes de unirse al equipo completo. Por lo general se sienta cerca de un puesto de revistas en las calles de Nueva Olympia. Sabiendo de sus extraños ojos y de su don de profecía, él puede o no ser una referencia a Tiresias, el profeta ciego de Zeus. Le gusta el sushi, tomar café, y piensa que se parece a un gato calvo. Aunque sus apariciones se limitaron a Caos 101-103 y 1.26: Después del tiempoen la temporada 1, se convierte en un personaje recurrente en la temporada 2, por lo general se interesa por Theresa cada vez que empieza a dudar de sus habilidades psíticas.

- Perséfone. Mentora de Teresa y reina del mundo subterráneo. Ella es alta, joven, y posee dos temperamentos diferentes - una suave y alegre, mientras que el otro, que se lleva a cabo cuando se está enojado, es incontrolable y rencoroso. Mientras que se enfurece todo se vuelve oscuro y la piel aparece de color azul claro. Para cumplir con su acuerdo antiguo de pasar la mitad de su tiempo en el mundo terrenal con su marido Hades, Perséfone tiene en su solárium un pasadizo secreto a su reino oculto detrás de las Horas. Este paso permite el acceso a los héroes al Inframundo, sin cumplir el requisito obligatorio de estar muerto. Me parece que es aficionado a la jardinería, no es sorprendente dado que ella es la hija de Deméter y una diosa de la primavera, a quien cariñosamente se refiere como "mamá". Ella también parece compartir una relación amorosa con su esposo y su "cachorro", Cerbero. Su relación con la riqueza sobrenatural y la realidad (como resultado de estar casada con Hades) es algo que comparte con su estudiante rica y clarividente, Teresa.

- Zeus. El rey de los dioses y del trueno, marido de Hera y hijo de Cronos, a quien usurpó y encarceló en el mundo subterráneo. A lo largo de la temporada 1, los elegidos son incapaces de reunirse con él (porque al parecer el tiempo no está con ellos) o más bien, no reconocen que él es el señor Suez ('Zeus' deletreado al revés), portero de la escuela. Se le representa como un frágil, malhumorado viejo con barba y acento Inglés, que no quiso decir una palabra hasta el episodio 1.22:. Él es más bien desorganizado y tiene un almacén lleno de artículos diversos, la mayoría de los cuales son de oro. La distracción y la apariencia como un hombre de edad avanzada como resultado del uso de su facultad de enviar la Chosen Ones para volver al futuro después de su papel en la historia alterada con la victoria en la Titanomaquia. Los elegidos, después de ver a Zeus durante la Guerra de Titán, finalmente reconocen a Suez como Zeus, después de que regresen al presente. En su juventud, tenía el pelo rubio y apareció musculoso. Desempeña un papel más activo en la temporada 2 y se demuestra que es mucho más amigable.

## Errores
- Artemisa no pudo tener descendientes ya que es una virgen, Atlanta pertenece a la descendencia de Atalanta.
- Narciso nunca tuvo relaciones sexuales ni un hermano.
- Teseo no poseía poderes psíquicos que se ven en Teresa.

## Estrellas invitadas
- Apolo. Es Dios del Sol, la profecía, la medicina y las artes, uno de sus atributos es la lira. Se le representa como un obeso con una perilla y un acento italiano bastante malo. Atlanta se burla de él por estar fuera de contacto con la modernidad, a pesar de que parece disfrutar de la música de Pan y posee una radio con altavoces.
- Hades. Es el dios del mundo subterráneo y el marido de Perséfone. Él tiene la piel de color morado, pelo negro, y un manto de color púrpura oscuro y habla con un acento Inglés afeminado. Ama a su esposa y a su "cachorro", Cerbero. Durante la Titanomaquia, usó su casco de la invisibilidad para robar las armas en la armería de Cronos. Regresa en la temporada 2 es la escolta personal de Cronos para ser condenado por el rey Minos y, debido a la astucia del mismo, Hades y Perséfone están encarcelados en unos relojes de arena, hasta que llegan los héroes. Perséfone deliberadamente incita a su marido, que se libera y entra en una reyerta con Cronos. Cronos lo describe como "el segundo hijo y una decepción".
- Caronte. Es el barquero de los infiernos, un hombre encapuchado que solo acepta monedas de oro por sus servicios. Solo se le ven los ojos y los dientes.
- Jason. Es visto una vez en los Campos Elíseos en el Inframundo cuando Teresa fue a buscar a la lira de Orfeo. Él claramente se asemeja a Jay, su diferencia más notable es la perilla de Jason. Teresa sufre una momentánea confusión por su parecido durante su viaje. Más tarde, él y Jay se conocieron cuando los jóvenes héroes fueron a los Campos Elíseos para conocer a sus antepasados.
- Orfeo. Fue un famoso músico enfermo de amor. Le deja a Teresa prestada su lira encantada al tomarla por su gran amor Eurice. Más tarde lidera un pequeño grupo de espíritus de los muertos para luchar contra Chronos, mientras que Teresa, Jay, y Archie escapan cruzando el río. Reside en el Campos Elíseos en el mundo subterráneo con otros héroes.

## Criaturas mitológicas
- Troll. Un ser amarillo parecido a un gigante que Cronos aturdió para escapar. Trabaja para Campe.

- Gigantes. Son los esbirros de Cronos y normalmente son azules, rojos, verdes y amarillos. Algunos parecen bestias. Cronos puede duplicarlos o transformarlos en otros seres, aunque siguen siendo igual de estúpidos. El jefazo mayor es Agnon, un gigante marrón.

- Grifos. Unos seres parte ave y parte león que Hermes controla con su aparato, aunque cualquiera que lo use tendrá el mismo poder.

- Jabalí. Un enorme jabalí rojo fue enviado por Cronos para matar a Odie, pero Hermes lo durmió con su vara.Se desconoce su destino, aunque puede que se lo llevasen a Quiron. Es posiblemente un descendiente del Jabalí de Arimatea.

- Espíritus de los muertos. Son los que lucharon al mando de Orfeo crontra Cronos para lograr que escapasen del Inframundo. Su aspecto es similar a los zombis de Hécate y a los vampiros de Sybaris.

## Episodios
Primera Temporada
1 "Caos 101"
Es la víspera de Año Nuevo y Cronos se escapa del Tártaro. Cuando se entera de la profecía, Cronos libera a los Gigantes y desata a Tifón para poner fin a Jay, Herry y Atlanta desde que descubre su destino.
2 "Caos 101 Parte 2"
Teresa, Odie y Archie llegar se encuentran en Nueva Olympia con un apagón. Cuando los héroes lo investiguen encontraran y derrotaran a Tifón, pero no antes de Crono establezca un plan diabólico en movimiento! ¿Es este el fin del mundo, tal y como lo conocemos?
3 "Caos 101 Parte 3" La Tierra está a punto de dejar de girar, pero Neil cree que todavía gira alrededor de él, incluso después de Cronos lo captura. El grupo tiene que salvar a Neil, el último héroe, si quieren cumplir la profecía y salvar al mundo de la destrucción. Por suerte, Neil le da a Odie una idea, pero ¿hay suficiente tiempo?
4 "El peor enemigo del hombre"
¿Quién soltó los perros? Cerbero lo hizo! ¿Qué es lo que hay en el Hades que puede calmar a esta bestia salvaje?. Sólo la lira de Orfeo puede hacer eso, el problema de los héroes es que tienen que viajar al inframundo para conseguirla... y eso es exactamente lo que Cronos quiere que hagan.
5 "La naturaleza de las cosas"
El semidiós Pan no solo está saliendo con Atalanta, sino que está bajo el poder de Cronos y, en la forma de un DJ con conciencia ecológica, planea algo muy grave.
6 "El caballo de Troya"
Odie deja caer en manos de Cronos la vara de Hermes y, pensando que no tiene la materia de los héroes, deja el equipo y se une a Cronos ¿Es esto un ardid digno de su antecesor Odiseo, o Odie realmente se volvió hacia el lado oscuro para siempre?
7 "El dispositivo de Antikythera"
Jay hace de cebo en una trampa para Cronos, pero fracasa. Ahora Cronos tiene la clave de un dispositivo antiguo y está de camino a la Atlántida. Jay tiene que llevar a los héroes a la ciudad antes de que Cronos complete su plan y salvar al mundo de convertirse en una tumba acuosa.
8 "See you at the crossroads"
Cuando una mala salida de la luna en la noche de Todos los Santos, Teresa y la pandilla descubre que Hécate, reina de los muertos, todavía tiene algunos trucos bajo la manga. Aunque Teresa ha aprendido un poco de magia, Hécate escribió el libro sobre él-como, quiero decir, lo que Teresa a decir a detener a una legión de zombis?
9 "La rivalidad entre hermanos"
Después de que Neil captura a Medusa, que no puede dejar de jactarse ante la pandilla. Neil no sólo los vuelve locos, sino que también pone a sus hermanas con muy mala leche. Cuando las gorgonas secuestran a Neil a cambio de Medusa, todo el equipo está atrapado entre la espada y la pared.
10 "Golpeado y confundido"
Cuando un experimento genético de Cronos se escapa, los héroes tienen que atrapar a los minotauros sueltos en el sistema de túneles subterráneos de Nueva Olympia. Para derrotarlos sin embargo, Odie tiene que salir de su claustrofobia y ayudar a los demás en una situación difícil.
11 "Campo de las Pesadillas"
Cronos despierta a un descendiente de Medea, y Jay se debe enfrentar a la furia de una bruja porque Jason una vez la desprecio. Medea, por supuesto, no está sola ya que tiene un ejército de amazonas que cubren sus espaldas. Esperemos que Jay se dé cuenta a tiempo que tiene un ejército propio en su bolsillo trasero: Los Guerreros Espartoi.
12 "El prisionero de Campe"
Jay forma una alianza cuando Campe, la carcelera del Tártaro, está dispuesto a recuperar a Cronos. Pero cuando Cronos captura a la Abuela, Herry se fuga para rescatarla y acaba en las manos de Cronos... Campe está obligada a elegir entre salvar a Herry o derrotar a Cronos.
13 "La pequeña caja de los horrores"
La curiosidad de Archie saca lo mejor de él, y abre la caja de Pandora, desatando una terrible plaga y la personificación de la esperanza. Sin embargo, cuando Atlanta, Odie y Herry están infectados y la plaga amenaza el abastecimiento de agua de la ciudad, es la ascendencia de Archie la que proporciona el único rayo de esperanza.
14 "Haciendo un examen"
Aracne, que hace mucho tiempo se convirtió en una araña por Atenea, quiere ser humana de nuevo. Aracne llega a un acuerdo con Cronos y a continuación teje una maraña de engaño, volviendo a Atlanta contra sus amigos y entrega a sus amigos en manos de Cronos.
15 "La Odie-sea"
Odie, Jay y Neil están varados en la isla de Calipso, una ninfa que amaba apasionadamente a Odiseo. Ella no va a dejar que Odie salga de su isla, y Cronos no va a dejar que rescaten a Teresa y a resto se encuentran entre las rocas de la isla de Eolo y Scylla!
16 "Kraken"
Los héroes han de mantener su cabeza fuera del agua cuando Cronos libera al Kraken. Pero esto no es más que otra bestia terrible que ha llamado para vencer a los héroes mientras secuestra a Cronos.
17 "Ojo por ojo"
Cronos ofrece a Polifemo la vista para que pueda vengarse de los héroes, y cuando son capturados Jay y Odie, no es nada más que problemas por lo que se puede ver
18 "Arcos y Eros"
Todo vale en el amor y la guerra, cuando lo llena de odio el Día de San Valentín. Usando las flechas negras de rabia de Crono, incluso Neil se odia a sí mismo. Depende de Jay que la banda este de nuevo juntos y dejar de nuevo mal a Cronos.
19 "Camina al Hades"
Jay ha muerto! Envenenado por una quimera, Jay tiene que luchar, literalmente, contra el destino, mientras que los otros encuentran una cura. Mientras Cronos hace planes para su ascensión, ahora que se ha roto la profecía, la carrera de los otros a través del mundo subterráneo en busca de lo único que puede traer de vuelta a Jay.
20 "Muchas felicidades"
Cuando los arqueólogos descubren a los primeros robots construidos por Hefesto, que conduce a Cronos a la creación más aterradora de Hefesto: Talos! El gigante de bronce se reconstruye y amenaza con destruir una isla entera, y a nuestros héroes!.
21 "Día del Trabajo"
Cronos envía s Herry atrás en el tiempo para realizar los trabajos de Hércules. Un león, una hidra y un dragón. Jay y los otros tratan de salvar a Herry, pero primero tienen que afrontar las voces seductoras de las sirenas
22 "Ellos son hormigas gigantes"
Cronos convierte una unidad de comando en un ejército de hormigas gigantes y pide a Zeus que combata. El problema es de la banda: no saben donde esta Zeus y es él es el único que puede detener la marcha de las hormigas gigantes.
23 "El cico volador de Cronos"
Melampo, el Dr. Doolittle de la antigua Grecia, es capaz de detener a las aves de Estinfia y salvar a los héroes, aunque no antes de que uno capture a Neil. Cuando Cronos roba los poderes de Melampo Teresa debe concentrar su capacidad psíquica y salvar a su amigo.
24 "La Fuente de Sybarys" Cronos libera a Sybaris, la Reina de los Vampiros. Sybaris no puede matar a Hera, pero siete héroes adolescentes son sin duda algo que puede comer.
25 "La Última Palabra"
Neil ha sido secuestrado por Echo y deja a los héroes a mercez de Cronos. Sorprendentemente, Neil tiene algunos consejos para Echo y logra salvar a sus amigos.
26 "Tiempo después de Tiempo"
Es la víspera de Año Nuevo y los poderes de Crono están en lo más alto.A pesar de que mata a Odie, Jay encuentra una manera de volver atrás en el tiempo y salvar a su amigo. Para no ser menos, Cronos va todo el camino de vuelta a la guerra de los Titánes buscando otra oportunidad para derrotar a Zeus.
Segunda Temporada
27 "Cronos vencido"
La derrota de Cronos por parte de los héroes ha sido un truco para que Cronos se acercarse a Hades, hacerse cargo del inframundo y, lo más importante, liberar a Tánatos... porque si Cronos no puede derrotar a los héroes, ¿qué mejor que dar el trabajo al Dios de la Muerte?
28 "Ajnatomia de Græs"
Odie descubre que han robado el ojo de la Græs. Con el ojo, Cronos puede esconderse de ellos para siempre. El problema es que las tres hermanas Græs (Horror, temor y alarma) quieren que le devuelvan su ojo de nuevo. Ellas literalmente infundir miedo en los corazones de los héroes, y ahora los héroes están luchando contra sus peores pesadillas.
29 "Cualidad estelar"
Cronos convoca a Orion del cielo nocturno para localizar a Jay y a los otros. Mientras tanto, una reportera de estudiantes, haciendo un reportaje sobre la carrera de modelo de Neil, ve a nuestros héroes en acción y ahora están enfrentando a una nueva amenaza: la exposición pública.
30 "No me acuerdo"
Cuando los siete héroes están en un viaje a los Campos Elíseos para conocer a sus antepasados y aprender más sobre ellos, Cronos desarrolla un plan para robarles sus recuerdos. Su problema es que el plan fracasa cuando él y todos los héroes a excepción de Neil pierden sus recuerdos. Ahora le toca a Neil obtener la amapola para curar a sus amigos antes de que pierdan para siempre!
31 "Tiempo para todo"
Mientras que busca la tabla de Prometeo, Odie recibe un juguete nuevo que le permite controlar el tiempo, pero tiene efectos secundarios negativos cuando se entera Cronos. Ahora quiere rebobinar el tiempo y asegurarse de que puede eliminar a los héroes de modo que ni siquiera hallan nacido!
32 "Pandemonium"
Cuando Cronos ha envenenado el Jardín de las Hespérides, Archie y Atlanta deben encontrar a Pan para salvar a los dioses. Mientras tanto, sus amigos van por delante del jardín para tratar de detener a Cronos, pero ha dejado una pequeña sorpresa, un monstruo en el paraíso!
33 "Nada que temer sino todo que asustar"
Después de mirar la máscara de Phobus, Archie se asusta de todo. Mientras tanto Cronos libera a Lykon, un hombre lobo, que persigue a Atlanta. ¿Archie podrá superar su miedo para salvarla?
34 "Dia Frío en el Hades"
Cuando Perséfone está congelada en la Silla del olvido, su madre se enfada. Mientras que Atlanta y Neil van a buscar a Deméter, Teresa y los demás deben ir a los infiernos para salvar a Perséfone. Pero, ¿los poderes psíquicos y el encanto van a ser suficientes para salvar al mundo de congelación total?
35 "Esta Tentación"
Cuando Cronos roba el pecho del hijo de Prometeo, es necesario encontrar la llave antes de Cronos. Después de Atlanta cae en un hoyo, se encuentra con Tántalo, y se pone una maldición sobre ella. A continuación, se pone la armadura de Atenea para luchar contra Cronos... sola!
36 "Mi madre me conoce bien"
Cuando Gaia hace a su hijo Cronos una pequeña visita, primeramente estaenfadado, pero cuando se entera de que ella no está contenta con Zeus, ve que podría estar a su favor. ¿Cómo van los héroes a proteger a Zeus de la Madre Tierra misma, que está provocando terremotos en todo el mundo?
37 "Manzana de la discordia"
Cuando Eris llega a la ciudad y hace estragos con la magia del timbre de los teléfonos celulares, los héroes y los dioses mismos se ven afectados. Mientras Odie se apresura a encontrar la Armonía, los otros deben parar a Eris. Al final, la canción de Harmony puede ser su única arma...
38 "Mala sangre"
Cronos ha contratado a Autólico, hijo de Hermes y el príncipe de los ladrones, para robar la última flecha envenenada de Hércules cubierta de sangre de la hidra. El paradero de esta flecha se desconoce, y los héroes deben apresurarse a encontrar la flecha antes de Autólico lo haga.
39 "Sueños"
Mientras Teresa y Morpheus creaN visiones para enviar a Cronos, con la esperanza de hacerle pensar un amuleto es la clave de su derrota, Jay empuja a los demás a sus límites para prepararse para la captura de CronoS. Pero cuando descubre que es un engaño, atrapa a Teresa en una pesadilla.
40 "Impresionante belleza"
Después de que Neil juega una broma que le inquieta, Odie se refugia en la pequeña ciudad de Gizaville. Allí se encuentra con Josephine X, pero resulta que ella es la Esfinge, un demonio astuto del engaño. Si Odie no resuelve su enigma, nunca dejará Gizaville vivo.
41 "Receta para el desastre"
Pirítoo regresa del inframundo y planta un árbol que hay venenoso (y atractivo) néctar, lo que provoca la ambrosía de los dioses sea contaminada, amenazando sus vidas. Y si no hay dioses... no hay profecía.
42 "Vuelve Polifemo"
Cuando Cronos trae a los fantasmas de los parientes muertos de Polifemo a la vida para conseguir un arma poderosa para destruir a los héroes, el cíclope envía una advertencia a Odie. Sin embargo, es capturado por Cronos, y de pronto les toca a los héroes salvar a su amigo y destruir el arma que es la clave para su destrucción.
43 "Cronos 2,0"
Odie crea un robot de Cronos que memoriza los movimientos de los héroes en su contra, para que puedan entrenar mejor. Pero cuando secuestra a Teresa, y la usa como cebo para meter a los demás en su juego, Jay se da cuenta de que sólo hay una persona que puede vencer a Cronos 2,0... Crono mismo.
44 "El gran juego"
Es Navidad, y cuando Cronos secuestra a Zeus y le reta a un juego de ajedrez, Zeus acepta. Pero los riesgos son altos. Los siete héroes son piezas de ajedrez vivas, y si Zeus hace un movimiento en falso, podrían morir.
45 "Me gusta un Rolling Stone"
Cuando Cronos libera a Sísifo de su carga, sabe que debe encontrar uno para tomar su lugar antes de que Thanatos venga a reclamarle. Se considera que está en uno de los héroes... Teresa. Y la única manera que puede heredar su carga es si ella está muerta. Los demás deben capturar a Thanatos si quieren salvar la vida de su amiga
46 "El golpe de teclado de Cronos"
Después de llegar a un acuerdo con los Telkhines, Cronos se las arregla para asegurar el colgante de Teresa. Con su ayuda, él descubre el secreto del collar con la sangre de Teresa. Ahora él tiene un portal en el ala secreta de la escuela, donde se puede destruir a los dioses y héroes a la vez...
47 "Dédalo or Alive"
Odie cuando descubre que algunos de los inventos de Dédalo pueden estar todavía en su taller, él, Jay, y Herry dejan sus estudios para ir a comprobarlo. Lo que descubrimos es que Dédalo todavía está vivo... y los atrapa en el laberinto! Pueden Teresa y los otros salvarlos?
48 "Sin cara"
Después de que Adonis, el hombre más guapo del mundo, crea celos entre Perséfone y Afrodita, Neil y Adonis, así como Jay y Archie por las chicas caer la cabeza sobre los tacones del mismo, atraer la envidia. Se espesa la trama haciendo Adonis a quiere matar a Neil. Ahora, los demás deben luchar contra sus celos y salvar a su amigo.
49 "El fin del camino"
El dios del río Escamandro fue derrotado por Aquiles hace milenios. Ahora quiere la destrucción de Archie. Nadar y hundirse en el agua da miedo al héroe, como Archie pronto se encuentra en agua muy caliente!
50 "Chico de oro"
Cada vez más arrogancia de Neil y la buena fortuna saca la diosa Némesis, que decide que nuestro muchacho de oro debe teneer una lección. Ella lo maldice con el toque de Midas, y ahora todo lo que toca se convierte en oro. Mientras tanto, Jay y los otros están llamando a Cronos en una trampa. Justo cuando están a punto de primavera, Neil mete cosas... gran momento... convirtiendo a sus amigos en estatuas de oro!
51 "Phantom Rising Part 1"
Un misterioso fantasma está atacando a los dioses y el drenaje de sus competencias. Derecho que debe ser Cronos? Incorrecto. Es Teresa! Ella ha ido demasiado lejos por los dioses, y ahora sus poderes están fuera de control. Ella sólo quiere que su antigua vida... sino que se perdiera la cabeza en el proceso?
52 "Phantom Rising Part 2"
Con el poder de los dioses del Olimpo en su comando, Theresa derrotas Crono... y ahora, después de Zeus! Es una batalla que rivaliza con cualquier Zeus se ha enfrentado antes y su fuerza bruta, no puedo dejar de ella... pero quizá sus amigos puede. Jay puede ser capaz de ayudar, pero puede que de una manera ninguna otra persona puede? El amor verdadero en el camino? Sí lo hará. Cuando los poderes de Theresa van salvajes, Jay puede recuperarla? Jay encuentra manera de conseguir la espalda por un beso.....?